# 스콧 코페이
스콧 코피(Scott Coffey, 1964년 5월 1일 ~ )는 미국의 영화 제작자, 영화 감독, 배우, 각본가이다.
호놀룰루에서 태어났다.

## 출연 작품
- 내 완벽한 남사친의 비밀 (2016년)
- 어덜트 월드 (2013년)
- 신의 아이들은 모두 춤춘다 (2008년)
- 인랜드 엠파이어 (2006년)
- 엘리 파커 (2005년)
- 래비츠 (2002년)
- 네버 데이트 언 액트레스 (2001년)
- 엘리 파커 (2001년)
- 멀홀랜드 드라이브 (2001년) - 윌킨스 역
- 루트 나인 (1998년)
- 로스트 하이웨이 (1997년) - 테디 역
- Breaking Free (1995)
- 롤링 썬더 (1996, Rolling Thunder)
- 탱크 걸 (1995년)
- 드림 러버 (1994년)
- 담배와 커피 (1993년)
- 웨인즈 월드 2 (1993년)
- 매혹의 여비서 (1993년)
- 정열의 샤우트 (1991년)
- 몬타나 (1990년)
- 아웃사이더 (1990년)
- 할리우드의 출세기 (1989년)
- 샤그 (1989년)
- 새티스팩션 (1988년)
- 사랑시대 (1987년)
- 스페이스 캠프 (1986년)
- 크리스토퍼 콜럼버스 (1985년)
- 로라의 비밀 (1984년)